# Leptoglossus occidentalis
Leptoglossus occidentalis је врста која припада реду Hemiptera (риличари) и подреду Heteroptera (стенице).
Припада породици Coreidae, која такође укључује сличне врсте Leptoglossus phyllopus и Acanthocephala femorata. 

## Распрострњење
Ова врста је пореклом из Северне Америке западно од Стеновитих планина (од Калифорније до Британске Колумбије, источно од Ајдаха, Минесоте и Неваде), али у последње време проширила је свој опсег на источни део Северне Америке, укључујући Онтарио, Квебек, Њујорк, Мичиген, Мејн, Охајо. Случајно је унета у делове Европе и Аргентине.
У Србији је широко распрострањена, среће се од низијских подручја до висина до 1500 метара надморске висине.

## Опис
Просечна дужина је 16–20 милиметара при чему су мужјаци мањи од женки. Они су у стању да лете, правећи зујање када су у ваздуху. Донекле су сличне по изгледу са врстом  Arilus cristatus и другим врстама из породице Reduviidae. L. occidentalis се најлакше може препознати по проширеним тибијама задњег екстремитета и по наизменичним светлим и тамним тракама које се протежу дуж спољних ивица крила на страни абдомена.
Њихова примарна одбрана је да емитују феромон непријатног мириса. Међутим ако се са њима грубо рукује, они ће убости својим пробосцисом, иако тешко могу нанети повреде људима јер је пробосцис прилагођен само да сиса биљни сок.

## Екологија
У свом природном подручју храни се соком четинара у развоју, а последица тога је да семе у развију увене или се погрешно развије. Стога се сматра мањом штеточином у Северној Америци, али понекада може нанети много више штете, на пример у засадима четинара. Врста није монофаг, преферира биљке смоле богате терпенима. 
Биљке домаћини у аутохтоним подручјима су: Pseudotsuga menziesii, Pinus ponderosa, Pinus contorta, Picea glauca. Изван аутохтоног подручја налази се на врстама као што су: Pinus strobus, Pinus resionosa у источној Северној Америци и Европи и Pinus mugo, Pinus nigra, Pinus sylvestris, Pistacia vera у Европи.
Јаја полажу у малим групама на иглице или стабљике листова биљака домаћина и излегу се у пролеће. Нимфе пролазе кроз 5 фаза. Одрасле јединке се могу наћи током целе године.

## Инвазивност
Ова врста је уобичајена у свом природном подручју дуж умерених и топлијих региона пацифичке обале Северне Америке. У Европи је први пут пронађена 1999. године у северној Италији, вероватно је случајно увезена са дрветом. До 2007. године успоставила се на северном Балкану (Словенија, Босна и Херцеговина и Хрватска), Алпима (Аустрија, Швајцарска) и деловима Чешке, Француске, Немачке и Мађарске. 2003. године откривено је да се јавља у Шпанији . 2010. године прво пут је откривена у Украјини, а следеће године у Русији. 2020. први пут је пријављена у Финској. Присутна је у Северној Македонији. 21. октобра 2020. је прво виђење у Андори и то је објављено на иНатуралист-у. 8. октобра 2024. врста је  посматрана у планинама око Софије, у Бугарској.